# Manu Katché
Manu Katché (Saint-Maur-des-Fossés, 27 ottobre 1958) è un batterista francese.
Lungamente al fianco di Peter Gabriel, ha partecipato alle incisioni e ai tour di alcuni tra i più importanti musicisti della scena rock. Fra i tanti, Tori Amos, Sting, Dire Straits, Pink Floyd, Rick Wright, Joe Satriani, Joni Mitchell, Jan Garbarek. Ha registrato le parti di batteria negli album Bersaglio mobile (1988) di Gianni Togni, Oltre (1990) di Claudio Baglioni, Come l'acqua (1992) di Mango, Non calpestare i fiori nel deserto (1995) di Pino Daniele e Napoli Trip (2016) di Stefano Bollani. Il suo stile batteristico si distingue per un uso particolarmente ricco dei piatti "splash", che spesso Katché usa in sequenza di sedicesimi o trentaduesimi con particolare gusto e sapienza. In collaborazione con la YAMAHA, disegna tre rullanti, di cui il primo in edizione limitata, in ottone da 5 1/2 e 6 1/2 di profondità: Limited Edition 14x5 ½ SD 455MK 14x5 ½ SD 465MK 14x6 1/2. Inoltre, endorser Yamaha, suona su batterie Recording Custom e Rock Tour Custom e collabora con la Zildjian girando un video demo dei loro piatti.